# Ірано-катарські відносини

## Історія
Катар зумів налагодити добрі стосунки з Іраном, незважаючи на підтримку Іраку під час ірано-іракської війни (1980-1988).
У 1991 емір Катару Халіфа бін Хамад Аль Тані привітав участь Ірану в заходах щодо безпеки в Перській затоці. Іран був однією з перших країн, які визнали владу еміра Халіфа бін Хамад Аль Тані після державного перевороту в 1972. Відносини між країнами частково засновані на географічній близькості (між ними налагоджені важливі торговельні зв'язки, у тому числі поромне сполучення між Дохою та Буширом) та наявними взаємними інтересами.
У травні 1989 року Іран вимагав у Катару 1/3 надгігантського нафтогазового родовища Північне/Південний Парс, сторони дійшли згоди про спільне використання родовища.
У 1992 розроблені плани перекачування води з річки Карун з Ірану до Катару. Іранська громада в Катарі досить велика, але інтегрована в суспільство і не створює загрози правлячому режиму.
У січні 2016 Катар розірвав дипломатичні відносини з Іраном на знак солідарності із політикою Саудівської Аравії.
У 2017 Катар відновив дипломатичні відносини з Тегераном після початку дипломатичної кризи в Перській затоці. Іран заявив про беззастережну підтримку влади Катару в дипломатичній кризі, що склалася, і не став розривати відносини з цією країною, крім того Тегеран закликав владу Катару і Саудівської Аравії вирішити проблеми, що виникли за столом переговорів.
У червні 2017 влада Ірану ухвалила рішення щодня постачати до Катару більше 1 тонни овочів і фруктів, щоб допомогти цій країні подолати наслідки економічної блокади з боку сусідніх країн, а президент Ірану Хасан Рухані закликав арабські країни припинити чинити тиск на Доху.
У серпні 2017 посол Катару повернувся на роботу до посольства в Тегерані. 
У серпні 2018 президент Ірану Хасан Рухані провів переговори з еміром Катару Тамімом біном Хамадом Аль Тані і підтвердив беззастережну підтримку Катару в протистоянні з Саудівською Аравією і її союзниками.

## Торгівля
За даними Міжнародного валютного фонду, в 2007 обсяг товарообігу між країнами склав суму 57 млн. доларів США, а в 2008 вже 75 млн. доларів США.
Іран та Катар спільно розробляють велике родовище природного газу Північне/Південний Парс біля узбережжя Катару.
У 2017 обсяг товарообігу між країнами становив суму 250 млн. доларів США.

## Дипломатичні представництва
- Іран має посольство в Досі[11].
- Катар має посольство в Тегерані[12].